# Mariam Keita
Mariam Pauline Keita (* 2. September 1983) ist eine malische Schwimmerin. Sie nahm dreimal an Olympischen Spielen teil. Sie war auf Brustschwimmen spezialisiert.

## Karriere
Keita nahm an den Olympischen Spielen 2000 in Sydney, 2004 in Athen und 2008 in Peking teil. Im 100 m Brustschwimmen erreichte sie 2000 den 40. Rang, 2004 den 46. Rang und 2008 den 49. Rang. Sie nahm auch bei den Afrikanischen Schwimmmeisterschaften 2006 in Dakar teil.